# بوب براون (لاعب كرة قدم)
بوب براون (بالإنجليزية: Bob Brown)‏ (16 أكتوبر 1895 بساوثهامبتون في المملكة المتحدة - 1 يناير 1980) هو لاعب كرة قدم بريطاني (وحمل سابقاً جنسية المملكة المتحدة لبريطانيا العظمى وأيرلندا) في مركز الدفاع. لعب مع توتنهام هوتسبير ونادي ألدرشوت.